# Naruto: Ultimate Ninja Storm
Naruto: Ultimate Ninja Storm, connu sous le nom de Naruto: Narutimate Storm (ＮＡＲＵＴＯ－ナルト－ナルティメットストーム, Naruto: Narutimetto Sutōmu) au Japon, est un jeu adapté du manga Naruto, sorti exclusivement sur PlayStation 3, développé par CyberConnect2 et édité par Bandai Namco Games en novembre 2008. Il s'agit du premier jeu de la série Ultimate Ninja Storm. Le jeu permet de jouer 25 personnages (plus 10 personnages téléchargeables sur le réseau PlayStation Store) et 9 arènes.
Une suite intitulée Naruto Shippuden: Ultimate Ninja Storm 2 est sorti en octobre 2010.
Le jeu est ressorti en 2017 sur PlayStation 4, Xbox One et Microsoft Windows puis le 26 avril 2018 sur Nintendo Switch dans le jeu Naruto Shippuden: Ultimate Ninja Storm Trilogy. Le 24 septembre 2024, le jeu sort sur Android et iOS.

## Histoire
L'histoire du jeu couvre la première partie du manga, soit les 135 premiers épisodes de l'anime. Les joueurs peuvent se balader librement dans le village de Konoha.

## Nouveautés
Dans cet épisode du jeu, le contrôle du personnage a changé : Désormais, on se sert de la croix directionnelle pour lancer des objets. Il est maintenant possible d'invoquer des amis en pleine partie, ou de débloquer des épisodes de Naruto.
Depuis les nouvelles versions PlayStation 4 et Xbox One, des trophées et des succès se sont rajoutés.

## Personnages jouables
- Naruto Uzumaki
- Sakura Haruno
- Sasuke Uchiwa
- Kakashi Hatake
- Neji Hyuga
- Rock Lee
- Tenten
- Gaï Maito
- Shikamaru Nara
- Chôji Akimichi
- Ino Yamanaka
- Shino Aburame
- Kiba Inuzuka
- Hinata Hyuga
- Gaara
- Kankurô
- Temari
- Orochimaru
- Jiraya
- Tsunade
- 3e Hokage
- Itachi Uchiwa
- Kisame Hoshigaki
- Kabuto Yakushi
- Kimimaro

## Personnages supplémentaires
Ces personnages sont téléchargeables sur le PlayStation Store gratuitement :
- Shizune
- Anko Mitarashi
- Asuma Sarutobi
- Kurenai Yuhi
- Jirobo
- Kidômaru
- Tayuya
- Sakon et Ukon
- 1er Hokage
- 2e Hokage
- Naruto en pyjama (costume)

Si vous avez acheté le jeu récemment (Steam, PS4, Nintendo Switch ou Xbox One), les personnages supplémentaires sont intégrés dans le jeu (pas besoin de téléchargement).

## Ventes
- Mondial : 0,74 million[3]
- États-Unis : 0,53 million
- Japon : 0,09 million
- Europe et autres : 0,33 million